# Földi bodza

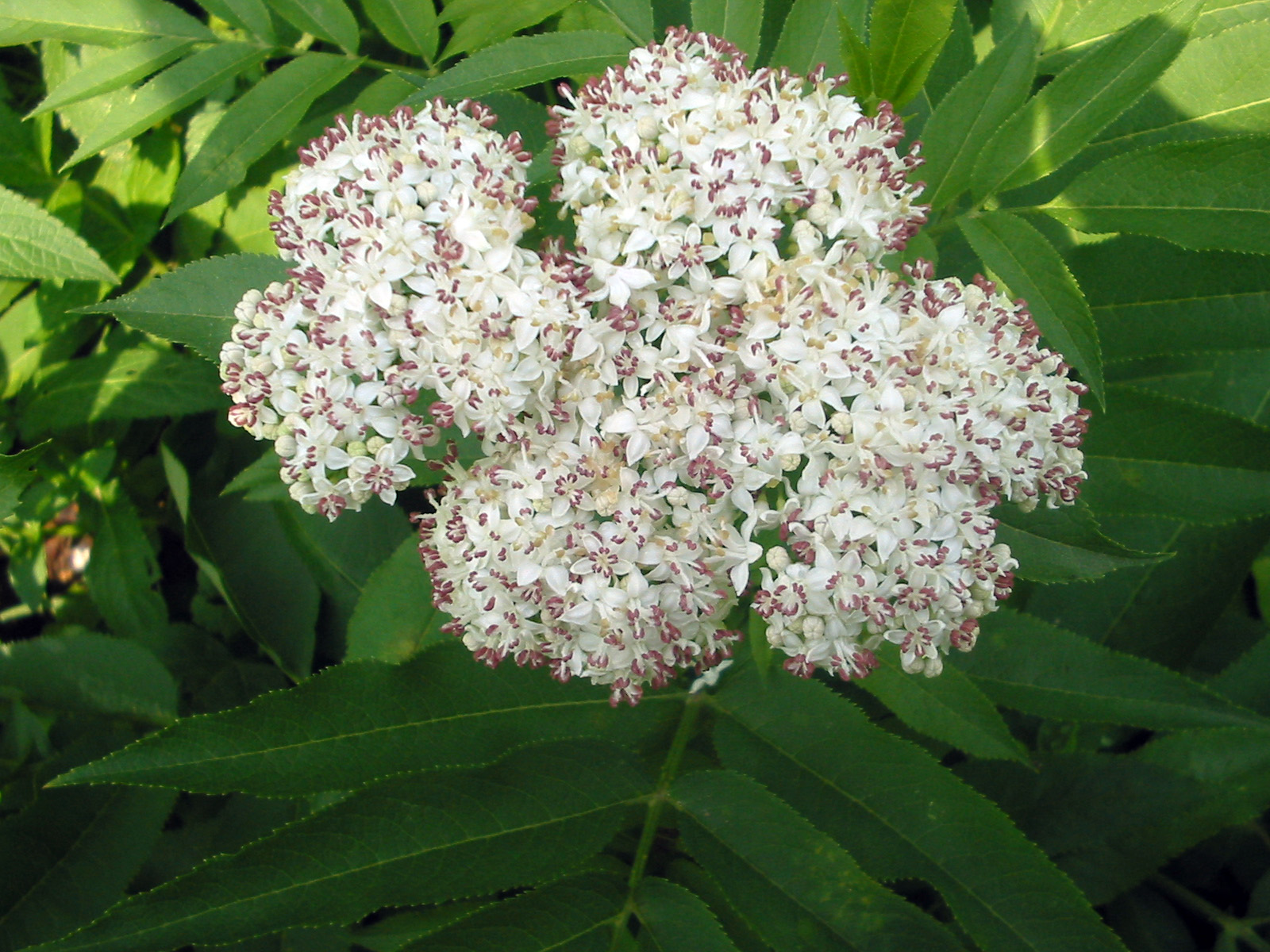
Virágzata

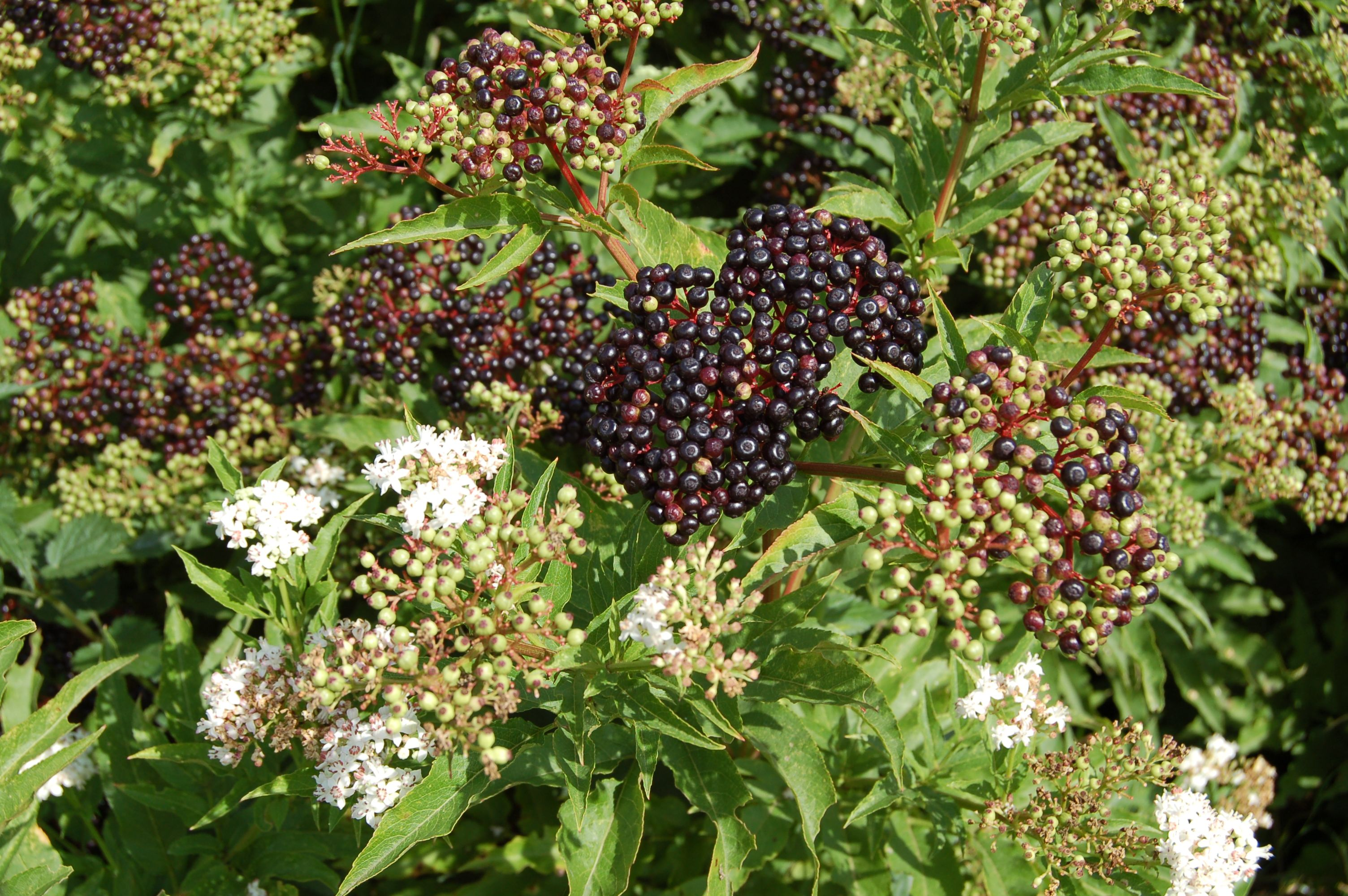
Virágzatai, éretlen és érett bogyókat tartalmazó terméságazatai

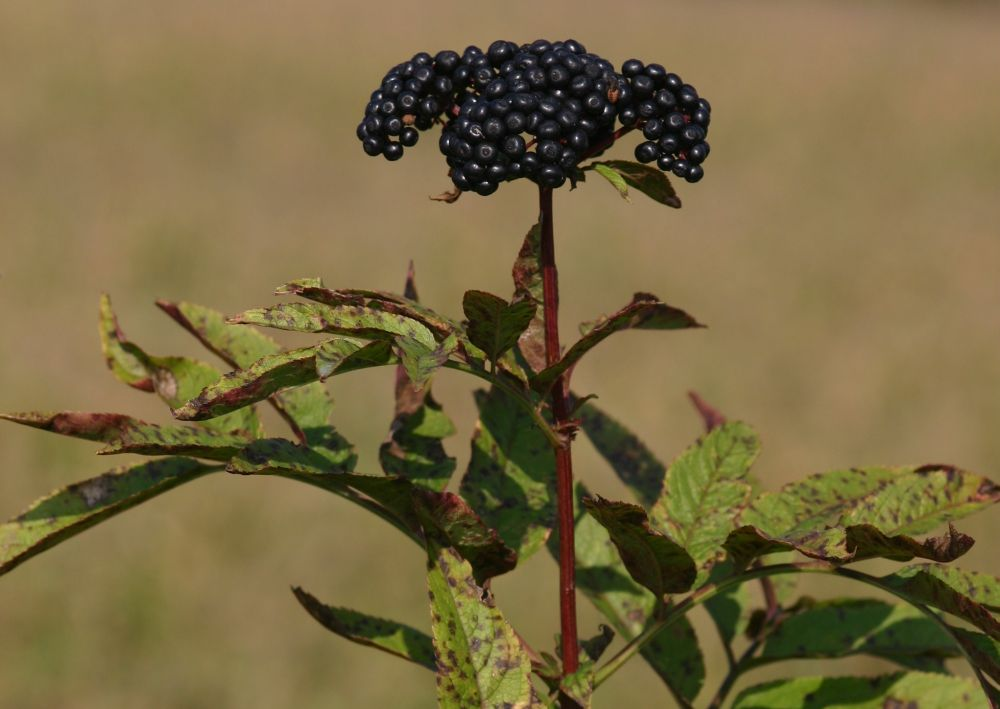
Érett bogyójú terméságazata

A földi bodza vagy gyalogbodza vagy népiesen borzag (Sambucus ebulus) a pézsmaboglárfélék (Adoxaceae) családjának bodza (Sambucus) nemzetségébe tartozó, Magyarországon őshonos növényfaj. A másik két hazai bodzafajtól, a fekete és a fürtös bodzától eltérően nem cserje, azaz nem fásodó szárú, hanem magaskórójú lágy szárú, évelő növény. Élelmiszer-, festő- és gyógynövényként egyaránt használatos: gyöktörzsét, terméseit és virágzatát használják fel megfelelő módon, máskülönben mérgezést okoz.

## Alaki jellemzői
Legfeljebb 2 m magas lágyszárú. Gyöktörzse 1-2 ujjnyi vastag, kívül világosbarna színű, elágazó és a talajban mélyen szertekúszó; belül sárgás színű, húsos-rostos állomány építi fel, aminek a legbelső része puha vagy üreges; enyhe szagú, íze enyhén undorító. Tarackoló, sarjtelepeket alkot, azaz egy telep több szárat is hajt. Kopasz szára egyenes, henger alakú, de csöves, kívül barázdált, többnyire egyszerű (azaz nem elágazó), kórós, szívós.
Lomblevelei rövid nyelűek, szárnyasan összetettek, páratlanul szárnyaltak, 5–13 levélkéből állnak. A levélkék ülők vagy rövid nyelük van, sötétzöld színűek, alakjuk hosszúkás lándzsás-elliptikus, szélük finoman fűrészes, csúcsuk hegyes, alapjuk lekerekített és általában részaránytalan, válluk ferde, a fonákuk sokszor pelyhes. Pálhaleveleinek széle fogazott, alakja lándzsás-elliptikus, kissé tojásdad, emlékeztet a lomblevélkék alakjára.
Virágzata és termése hasonlít a fekete bodzáéra: fehér szirmú virágai lapos vagy alig domború tetejű virágzatokba – egyesek szerint bogernyőkbe, mások szerint bugákba – tömörülnek, azonban a földi bodzáé legfeljebb 10–15 cm átmérőjű, és bíboros-rózsás árnyalatú a virágok egyes részein (csészecimpák csúcsa, sziromcsúcsok, portokok) megjelenő pirosas színeknek köszönhetően. Virágai kétivarúak, kissé kellemetlen illatúak; az 5 csészelevél összeforrt egymással, csak felső részük, az 5 pirosas csúcsú csészecimpa különül el egymástól; az 5 sziromlevél fehér színű, alakjuk keskeny elliptikus, csúcsuk röviden kihegyezett, szélük kissé kidomborodik, a fonákjuk pedig a sziromcsúcsnál sokszor rózsaszínű; a magház alsó állású; az 5 porzó szála fehér színű, a portokok azonban kárminpirosak és kifelé irányulnak (kicsüngők).
Kis méretű, 3–5 magvú, éretten fekete színű bengetermései (bogyószerű csonthéjas termései) vannak, felfelé állnak; sokan áltermésnek tekintik őket, mivel a magház részben besüllyed a vacokba, s így a vacok is része a termésnek. A termések íze és szaga jellegzetes, de nem kellemes, az orvosi macskagyökéréhez hasonló; a madarak terjesztik.

## Élettani jellemzői
Mivel lágy szárú, évelő növény, szára minden ősszel elhal, s a következő évben új szár fejlődik. A talajban mélyen kúszó és elágazó gyöktörzzsel terjed, tarackoló, erőteljesen sarjadzik, rendszerint nagy állományokban él. Növekedése szintén erőteljes. Magyarországon júniustól szeptemberig nyílnak virágai, amik önmeddők és rovarbeporzásúak. A virágzatok csak a lomblevelek kifejlődését követően jelennek meg. A termések augusztustól kezdve érnek.

## Előfordulása, élőhelye
Őshonos Európában (Észak-Európa kivételével), Kis-Ázsiában és Észak-Afrikában; Magyarországon gyakori. A domb- és hegyvidéki övben egyaránt előfordul. Erdővágásokban, erdőszéleken, ligeterdőkben, legelőkön, mezsgyéken, havasi esztenák, síkvidéki legelők és vetések széle mentén, parlagokon, útszéli és árok menti gyomtársulásokban, romok körül, törmelékhalmokon, szemetes, televényes helyeken található meg. Szereti a szivárgástól nyirkos (vagyis a nem pangóvizes), mély rétegű, tápanyagokban és bázisokban gazdag talajt, többnyire meszes talajokon él.

## Megkülönböztetése
Levele, virágzata és termése is hasonlít a fekete bodzáéra. A földi bodza azonban lágyszárú (és nem fásszárú), legfeljebb 2 méter magasra nő meg (a fekete bodza ennél általában nagyobb), kellemetlen szagú virágzatában a portokok vörösek (a fekete bodza kellemes illatú virágzatában a portokok sárgák), termései ugyanúgy felállók mint virágzatai (a fekete bodza felálló virágzataiból lecsüngő termések fejlődnek).

## Felhasználása

### Mérgező növény
Keserűanyagai (pl. cianogén glikozidok) miatt enyhén mérgező: az érett nyers termések túladagolása (gyermekeknél kisebb mennyiség is túladagoláshoz vezet), de különösen az éretlen termések fogyasztása hányingert, hányást, hasfájást, hasmenést, látászavarokat okozhat, haláleset is előfordult már. Gyógynövényi drogjainak túladagolása heves hányást, hasmenést okozhat. Melegítés hatására azonban a mérgezést okozó anyagok tönkremennek, így a magvaktól elkülönített terméshús élelmiszer- és festékalapanyagként már felhasználható. A magvai mérgezők.

### Festőnövény
Érett bogyóinak vörös levét borfestésre, édesipari termékek színezésére használják. Festékanyagai a cianidin glikozidjai: szambucin, szambucianin, krizantémin.

### Élelmiszernövény
Mag nélküli érett bogyóiból szörpöt, lekvárt (gyümölcsízt), illetve Nógrád vármegyében pálinkát főznek.

### Gyógynövény
A népi gyógyászatban használt gyógynövény, de a homeopátia is felhasználja. A gyökérben és a termésben keserű észter-iridoid-glikozidok találhatók, köztük az ebulozid és az izoszferozid.
A gyöktörzséből készült drogban (Sambuci ebuli rhizoma, Ebuli rhizoma seu radix, Ebuli rhizoma, Ebuli radix) keserűanyag, szaponin, cseranyag és glikozida is található. Gyöktörzs-drogját vizelethajtó, enyhén hashajtó, izzasztó hatású teakeverékek egyik összetevőjeként használják fel; de tisztán is fogyasztják a vesebetegség következtében kialakult ödémák (vízkór) ellen. A drogot a növény gyöktörzsének szárításával készítik: mintegy 4 kg gyöktörzsből lesz 1 kg gyöktörzs-drog.
Érett termésének húsából készült drogban (Ebuli fructus, Ebuli bacca) keserűanyag, cukor, lila festék, kevés illóolaj és nyomokban kéksavglikozida fordul elő, az érett termés magjában zsírosolaj. A termésdrogja – gyöktörzs-drogjához hasonlóan – enyhén hashajtó, vizelethajtó és izzasztó hatású; a belőle készített lekvárt tbc-ellenes háziszerként is, egyes helyeken a lekvárt és a szörpöt szívszerként is alkalmazták. Termésdrogját ugyanúgy állítják elő, mint a fekete bodza termésdrogját, és a hozam is hasonló: Az érett bogyókat tartalmazó fürtöket egészben leszedik, és felaggatva szárítják, majd amikor „borsszárazak” lettek a bogyók, kocsánymentesen lemorzsolják őket a fürtökről. Mintegy 5 kg fürtből lesz 1 kg kocsánymentes termésdrog.
A virágából készített drogot (Ebuli flos) a népi gyógyászatban hasonló célra alkalmazzák, mint gyöktörzs- és termésdrogját. Virágdrogja a Kneipp-tea fő összetevője.
Levelét a népi gyógyászatban sebek kezelésére használják.
Magát a növényt ugyancsak a népi gyógyászatban egyes helyeken az alomba rakják az állatok alá, hogy egészségesek maradjanak.

## A művészetekben
Petőfi Sándor Kutyakaparó című versének tizedik versszakában olvasható a növény gyalogbodza neve:

| „                            | …És amilyen maga ez a csárda, / Olyan a vidéke, / Körülötte a homokbuckáknak / Se’ hossza, se’ vége. / A meztelen homokban alig teng / Egy-két gyalogbodza, / Mely fekete gyümölcsét nyaranként / Kedvetlenül hozza.… | ” |
| – Petőfi Sándor: Kutyakaparó | |   |

Mikszáth Kálmán A sipsirica című művében megemlíti a növényt a népies borzag nevén:

| „                              | …Kiértek a mezőre. Wildungen megmutatta a Kopál-tagját, árkos, szakadékos földek, itt-ott egy tábla satnya vetemény, bokáig érő rozs, másutt már rég arattak, ez még zöld s kalászát keresztül lehetne húzni a pipaszáron; arra csakugyan jó volna. Ami nincs bevetve, azon a borzag nő az ő fekete bogyóival, meg a boróka lepi el, az is a fekete bogyóival.… | ” |
| – Mikszáth Kálmán: A sipsirica | |   |